# Empis abbrevinervis
Empis abbrevinervis är en tvåvingeart som beskrevs av Johannes Cornelis Hendrik de Meijere 1911. Empis abbrevinervis ingår i släktet Empis och familjen dansflugor. Inga underarter finns listade i Catalogue of Life.